# Omorgus tomentosus
Omorgus tomentosus là một loài bọ cánh cứng trong họ Trogidae.

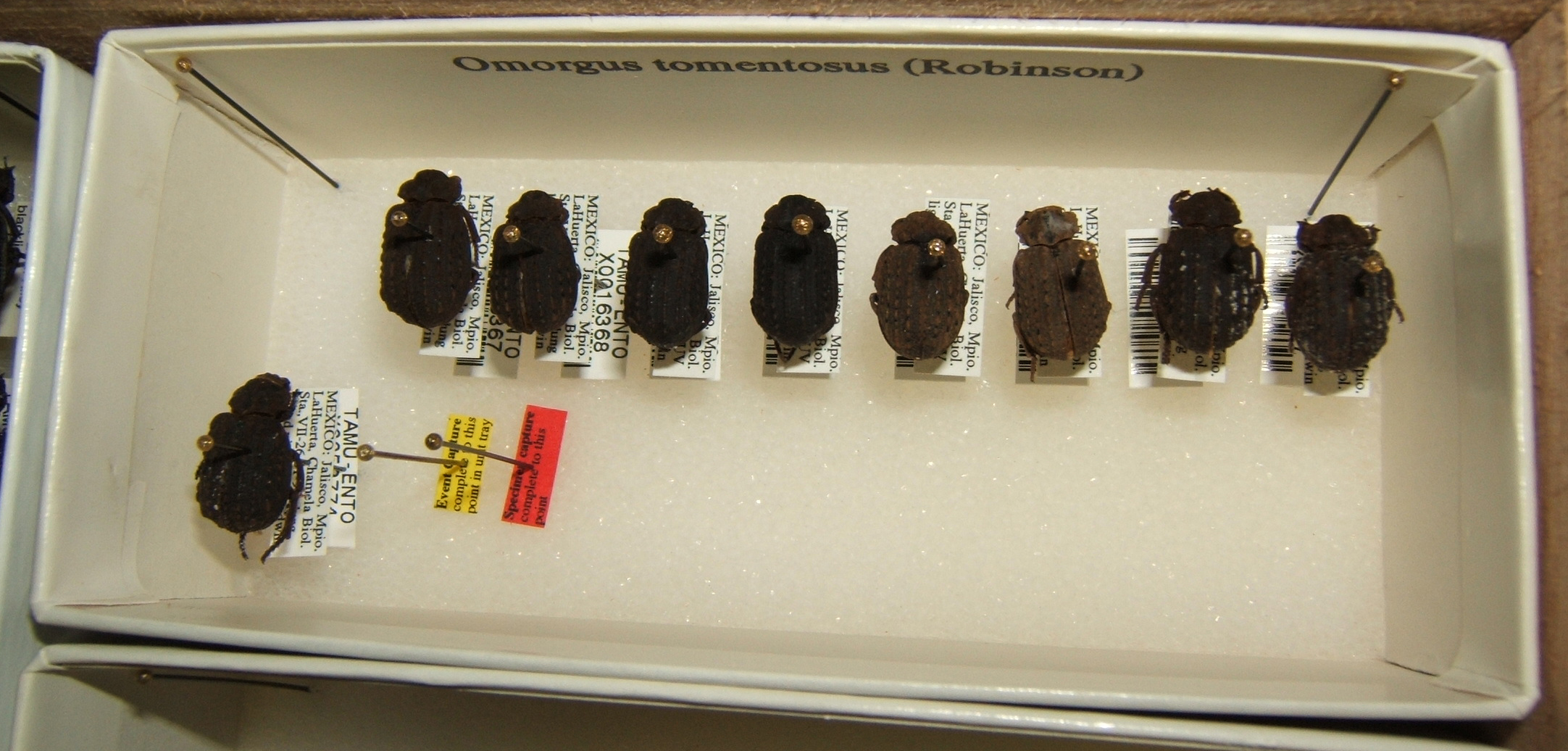
Omorgus tomentosus variation